# Pena de daño
La teología católica llama pena de daño al feroz pesar y remordimiento del alma del difunto por tener la privación, definitiva o total, de la visión beatífica (gozar de la visión directa de Dios, la indescriptible hermosura perfecta de Su ser, tal como es, ahora sin intermediarios), al saber de modo invencible (no puede autoconvencerse de lo contrario) que terminó su tiempo y que ya no puede pedir perdón y redimirse. El alma, si no se condenó, depende de la oración y de sufragios (siendo la Misa o Eucaristía el mayor de todos) para acortar su pena y llegar por fin al Cielo, a la eterna dicha junto a Dios y a todos los demás bienaventurados.
Podemos entenderlo por analogía, viendo el caso tan común de quien sufre y se desespera por lo que no tiene: el niño que pelea con otro por un juguete, la novia que espera a su amado enrolado en la guerra, el padre que necesita llevarle una medicina costosa a su hijo, la mujer que exige un auto nuevo para no sentirse inferior a la vecina.
Según esta óptica, la pena de daño es posible al lograr el alma juzgada ver a Dios por un instante, en su juicio particular, al descubrir en Él al Bien mayor, al más deseable. Si el veredicto de tal juicio de la persona no es favorable, será privada de Su vista y de Su presencia de modo temporal en lo que se llama Purgatorio, donde van los libres de pecado mortal, pero con manchas finales para purificar antes del ingreso definitivo al Cielo, o de modo eterno en el abismo del infierno. El difunto en estado purgativo deseará a Dios con gran intensidad, sabiéndolo el Sumo bien, y ese deseo le hará sufrir esa necesidad no satisfecha de poseerlo, en la misma proporción que deseó cosas pasajeras respecto al Sumo bien. Mientras sufre el fuego purificador en esa antesala celestial, el difunto sabe con certeza plena e ineludible, que tras esa etapa sólo puede ir al Cielo, y esto le da un júbilo indescriptible y además la gran serena esperanza de salvación tras aquél tiempo necesario.
Se sabe totalmente distinta la desesperación del condenado al infierno, quien sabe con seguridad desgarradora y escarnecedora, que jamás tendrá el Sumo bien eterno, y se recriminará siempre el no haber trabajado para salvarse, odiando a todo y a todos, en especial a sí mismo, retorciéndose de agonía por el horrendo sufrimiento que labró. Además, le serán eternamente recordadas todas las ocasiones que rechazó para volver a Dios en su vida, y lo poco que debió hacer para salvarse y estar con Dios. Es un aterrador contraste frente a quien transita su limpieza final y tiene la plena esperanza de llegar, tarde o temprano tras el fin del último dolor purgativo, a merecer finalmente, sin término, de la Visión de la divinidad que tuvo ocasión de conocer durante su juicio, luego de purificarse de sus manchas de imperfección en las benditas llamaradas del Purgatorio.
Como purificación, la pena de daño (de aún no poseer a Dios) que le cabe al salvo difunto sana su alma, haciéndole entender cuán cierto es que no debe apegarse a los bienes materiales ni a los afectos humanos, sino desear el Bien mayor para que pueda cumplir con el mandamiento divino de amar a Dios por sobre todas las cosas ya en la meta final del Paraíso Celestial.
A cada instante que el alma siente y sabe que va quedando más limpia y más llena de amor por Dios en su tránsito por el Purgatorio, subiendo su deseo de poseerlo, no le significa más cercanía de Él, sino que a mayor limpeza y a mayor deseo que le nace por ello, sigue privada de esa Visión del Altísimo. Esta privación seguirá, hasta que se termine su purificación. 
Para hacernos una idea, podemos imaginar por ejemplo la analogía de un enfermo que resulta hospitalizado y va sanando. Aunque ese enfermo se sienta cada vez mejor y esa mejoría llegue al punto de que el paciente desee ir a su casa con más intensidad de la que tuvo desde que ingresó al hospital, dicho sentimiento suyo no significa que el médico le dé el alta para ello. Al contrario, lo hace quedar más tiempo allí a fin de estar bien observado y controlado, hasta no existir riesgo alguno para su salud.
Así, aunque Dios ve que el alma en proceso de purificación va creciendo en esa pureza y en el amor hacia Él, no la librará de allí hasta que vea que queda totalmente santa, sin defecto alguno. De hecho, es la propia alma quien quiere, quien desea sufrir esa recta final porque comprende entero que Dios es la Pureza de las purezas, el Infinitamente Puro y Santo, y que necesita estar totalmente blanca, radiante, para estar con Él y disfrutar Su gloria para siempre. Por esta razón, el alma sufre la pena purificativa y temporal de daño, al estar momentáneamente privada de ver definitivamente al Señor.
Como castigo del condenado al infierno, la pena de daño lo interpela eternamente por preferir los bienes vanos y pasajeros del mundo antes que Dios, infinitamente valioso además de eterno, y como dice esa palabra, es algo que no tiene fin. Dicho al revés, el réprobo sufrirá este merecido y feroz tormento mientras Dios sea Dios.
La pena de daño es bien distinta de la pena de sentido, pues esa afecta substancialmente a la persona y atormenta, como dice el nombre, su parte sensible: vista, oído, tacto, gusto y olfato, con cosas repugnantes, horrendas, teniendo el condenado todo lo que más aborrece y nada de aquello que más anhela, mientras que la pena de daño ya le afecta, una vez fue condenado, a su desordenada voluntad.
- Datos: Q6071174